# سیارک ۱۱۹۱۱
سیارک ۱۱۹۱۱ (به انگلیسی: 11911 Angel، نامگذاری:1992LF) یازده هزار و نهصد و یازدهمین سیارک کشف شده‌است که در ۴ ژوئن ۱۹۹۲ کشف شد.
قدر مطلق سیارک برابر ۱۲٫۰۰ است.